# Viola yezoensis
Viola yezoensis är en violväxtart som beskrevs av Carl Maximowicz. Viola yezoensis ingår i släktet violer, och familjen violväxter. Inga underarter finns listade i Catalogue of Life.

## Bildgalleri

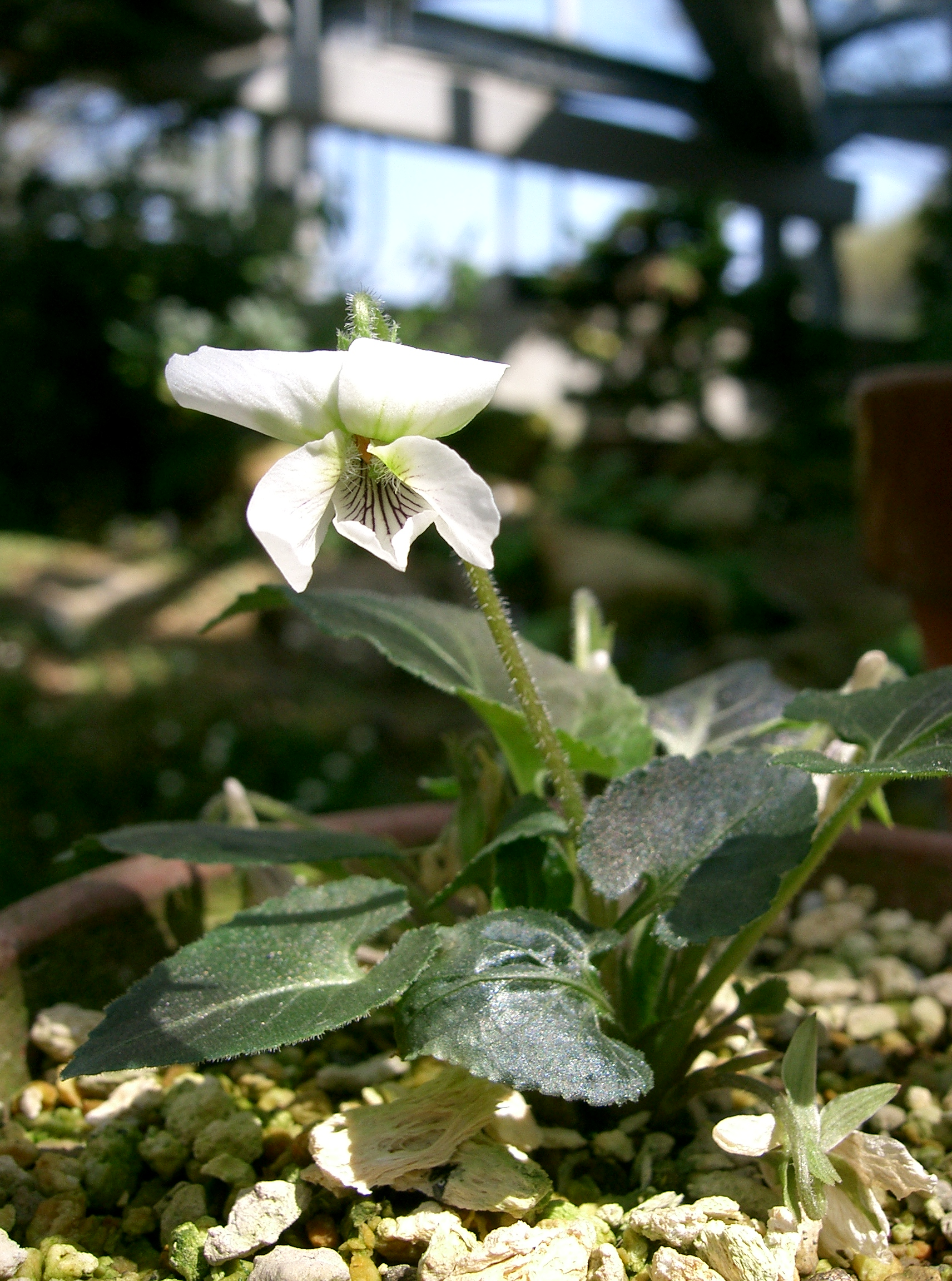